# Brenda Buglione
Brenda Buglione (15 settembre 1961) è un'ex sciatrice alpina statunitense, vincitrice della Nor-Am Cup nel 1981.

## Biografia

### Carriera sciistica
Specialista delle prove tecniche originaria di Vestal, la Buglione fece parte per cinque anni della nazionale statunitense; in Coppa del Mondo ottenne l'unico piazzamento di rilievo il 29 febbraio 1980 a Waterville Valley in slalom speciale (13ª) e nella successiva stagione 1980-1981 in Nor-Am Cup vinse sia la classifica generale, sia quella di slalom speciale. Gareggiò fino al 1986 e in seguito partecipò al circuito universitario (NCAA) e a quello professionistico (Pro Tour) nordamericani; non prese parte a rassegne olimpiche né ottenne piazzamenti ai Campionati mondiali.

### Altre attività
Dopo il ritiro è diventata commentatrice sportiva per la rete televisiva statunitense Fox Sports Net, per la quale conduce la trasmissione Snow Motion.

## Palmarès

### Coppa del Mondo
- Miglior piazzamento in classifica generale: 69ª nel 1980

### Nor-Am Cup
- Vincitrice della Nor-Am Cup nel 1981[1][2]
- Vincitrice della classifica di slalom speciale nel 1981[1][2]